# A fekete város (televíziós sorozat)
A fekete város Mikszáth Kálmán regényből Zsurzs Éva rendezésében 1970–71-ben készült hétrészes színes tévéfilmsorozat.
A felvételek nagy részét eredeti helyszíneken – tehát Lőcsén, a Szepességben, Besztercebányán, Pozsonyban, Kistapolcsányban és Telcsen – forgatták. Az 1. részben lévő vízimalmos jeleneteket Örvényesen, az 5. részben Bibók Zsigmond deresre húzását Pápán, az Esterházy-kastélynál vették fel. A tévésorozat rövidített változataként egy kétrészes mozifilm is készült, később ez jelent meg a Mokép által kiadott VHS kazettán is.

## Cselekmény
Görgey Pál, Szepes vármegye alispánja komor hangulatban várta a új esztendőt. Lőcse városában vidám ünnepléssel köszöntötték az új, a 18. századot. A szilveszteri ólomöntés baljós jövendöléssel zavarta meg a város vezetőinek mulatságát. A másnapi, újévi vadászat tragikusan végződött. Görgey kutyáját, Fitykét lelőtte Kramler uram, a város főbírája, az alispán hirtelen haragjában halálosan megsebesítette a főbírót. Ezzel a tragikus eseménnyel kezdődött a hosszú háborúság: az alispán és a lőcsei polgárok között. Közben kirobban a Rákóczi-szabadságharc, de ez az eseményekben csak háttérszerepet tölt be, viszont ebből lehet következtetni, mennyi idő is telhetett el valójában a lőcsei főbíró meggyilkolása (1701. január 1.) és Görgey Pál alispán kivégzése (1705 után, de 1707 előtt) között.

## Szereplők
- Bessenyei Ferenc – Görgey Pál, Szepes vármegye alispánja („vic(e)ispán”)
- Venczel Vera – Görgey/Otrokóczy (a regényben, korai kiadásban Otrokócsy) Rozália „Rozáli”, „Rozálicska lelkecske” Görgey Pál lánya
- Bitskey Tibor – Görgey János, Pál öccse (a regényben a bátyja)
- Kállay Ilona – Görgey Jánosné „Mariska” (a regényben leánykori nevén Jánoki Mária)
- Benkő Péter – Görgey György „Gyuri”, János fia
- Szirtes Ádám – Preszton
- Fónay Márta – Presztonné „Veron(a)”
- Máthé Erzsi – Marjákné
- Kiss Manyi – Köstler Matild, a lőcsei leánynevelő-intézet vezetője
- Pécsi Sándor – nemes bélai Quendel Gáspár „Káspár” de Pászta et Alsókend, „Quendel apó”/„Hilil basa” milliomos kalmár és szepesi friss nemes (a regényben borkereskedő és uzsorás, amiből meggazdagodott, és vett nemesi címet)
- Zsurzs Kati – Brigitta „Prikitta” (a regényben Quendel Mária „Márika”), Quendel Gáspár lánya
- Avar István – Bibók Zsigmond „Zsiga/Zsiguci”, kisnemes, Görgey Pál a seregének ezredesévé nevezi ki
- Páger Antal – Bibók Vince, Zsigmond apja
- Szemes Mari – Bibókné „Zsuzsi” (a regényben a teljes leánykori neve Flatt Zsuzsanna), az apa és a fiú felesége is bigámiában
- Egri István – Kramler Lőrinc, a teljes neve Kramler Károly Lőrinc, ahogyan a sírján szerepel (a regényben a keresztneve csak Károly), Lőcse város főbírája
- Némethy Ferenc – Nustkorb András városi szenátor, Lőcse város főbírája
- Tyll Attila – lőcsei szenátor
- Rajz János – Mauks (a regényben Donát), lőcsei szenátor
- Máriáss József – Gosznovitzer (a regényben a keresztneve Dávid), lőcsei szenátor
- Képessy József – lőcsei szenátor
- Körmendi János – Greff (a regényben a keresztneve Lőrinc), lőcsei szenátor
- Kovács Károly – Mostel (a regényben a keresztneve Ambrus), lőcsei rangidős szenátor
- Pethes Sándor – Kripélyi (a regényben János), lőcsei szenátor
- Bozóky István – Trück Sebestyén, lőcsei szenátor
- Náray Teri – özvegy Fabriciusné
- Nagy Gábor – Fabricius Antal „Anti/Tóni”, városi szenátor, Lőcse város főbírája, Rozáli vőlegénye
- Almási Éva – Schipperné
- Sinkó László – poéta / Narrátor
- Zenthe Ferenc – Klebe, a Molitorisz-kocsi kocsisa
- Pádua Ildikó – Wilnerné, a Molitorisz-kocsi utasa
- György László – a Molitorisz-kocsi utasa
- Benedek Miklós – párbajsegéd
- Bánhidi László – Pizsera Kelemen, a főporkoláb
- Buss Gyula – Esterházy nádor
- Csurka László – Esterházy titkára
- Deák Sándor – Esze Tamás
- Farkas Antal – Grodkovszky, a lőcsei várnagy
- Schubert Éva – Grodkovszkyné
- Gelley Kornél – pap
- Gobbi Hilda – Apróné
- Kőmíves Sándor – Luzsénszky (a regényben a keresztneve Péter), a megyegyűlés levezető korelnöke Görgőn
- Láng József – fertálymester
- Molnár Tibor – Varga János, erdész
- Siménfalvy Sándor – Morton
- Suka Sándor – tőzsér
- Szilágyi István – Kadulik (a regényben városi kapuőr)
- Piros Ildikó – feldühödött lőcsei tüntető Nustkorb főbíró ellen, híres mondata: „Mondjon le!”
- Erdődy Kálmán – idősebb Blom (a regényben Mihály, sertéskereskedő és uzsorás)
- Gát György – Blom Miklós „Miki”, id. Blom fia, Quendel Brigitta udvarlója
- Nagy Attila – szepesi főnemes (a regényben Draveczky Imre)
- Izsóf Vilmos – Ferkó
- Raksányi Gellért – szepesi főnemes (a regényben Sváby)
- Madaras József – Máriássy, íródeák a görgői rendkívüli megyegyűlésen
- Bangó Margit – Lakatos Rozália
- „Fityke”, Görgey alispán vizsla kutyája – ?

Almási József, Ambrus András, Bakó Márta, Balázs Péter, Bende László, Milan Bruchác, Csók István, Dávid Kiss Ferenc, Dózsa László, Ferdinándy Gáspár, Ferdinandy Géza, Galgóczy Imre, Gurnik Ilona, Harkányi Ödön, Hollós Melitta, Horváth Pál, Kárpáti Rezső, Komlós András, Lelkes Ágnes, Mészöly Júlia, Pethes Ferenc, Pintér Tamás, Rákosi Mária, Szabó Kálmán, Szersén Gyula, Telessy Györgyi, Tichy Rezső, Tihanyi Tóth László, Váradi Balogh László, Verebes Károly.

## Epizódlista
| #  | Cím                    | Rendező    | Író          | Premier           |
| -- | ---------------------- | ---------- | ------------ | ----------------- |
| 1. | A gyanú                | Zsurzs Éva | Thurzó Gábor | 1972. január 1.   |
| 2. | Szemet szemért         | Zsurzs Éva | Thurzó Gábor | 1972. január 9.   |
| 3. | Két szomszédvár        | Zsurzs Éva | Thurzó Gábor | 1972. január 16.  |
| 4. | Rozáli                 | Zsurzs Éva | Thurzó Gábor | 1972. január 23.  |
| 5. | Az áruló               | Zsurzs Éva | Thurzó Gábor | 1972. január 30.  |
| 6. | Egy szál rózsa         | Zsurzs Éva | Thurzó Gábor | 1972. február 6.  |
| 7. | Szeszélyes gondviselés | Zsurzs Éva | Thurzó Gábor | 1972. február 13. |